# Tatsuno Kingo

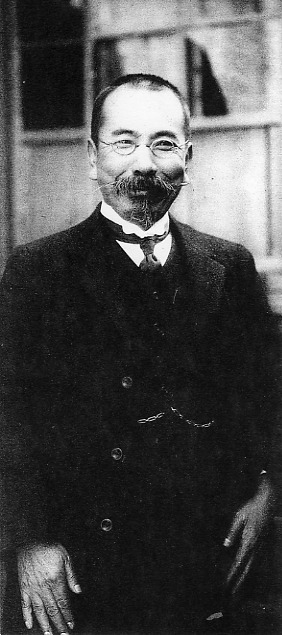
Tatsuno Kingo

Tatsuno Kingo (jap. 辰野 金吾; * 13. Oktober 1854 in Karatsu; † 25. März 1919) war einer der ersten modernen Architekten Japans.

## Biografie
Kingo war der Sohn eines Samurai aus dem Lehen Karatsu. Von 1873 bis 1879 studierte er an der Kōgaku-ryō (Schule für Ingenieurwissenschaft; später Kōbu Daigakkō, heute Fakultät für Ingenieurwissenschaften der Universität Tokio) als erster Jahrgang. Einer seiner Lehrer dort war Josiah Conder.
1880 zog Kingo nach Großbritannien, wo er Architekturdesign am Royal Academy of Arts unter W. Burges (1828–1881) studierte. 1883 kehrte er nach Japan zurück, wo er ein Jahr später Professor an der Universität Tokio wurde. Nach dem schweren Mino-Owari-Erdbeben 1891 (美濃尾張地震, Mino-Owari jishin) in den Präfekturen Aichi und Gifu änderte er den Lehrplan der Fakultät. Standen bis dahin architektonische Details im Mittelpunkt der Ausbildung, wurde nun mehr Wert auf die Sicherheit der Gesamtstruktur gelegt.
Im Jahr 1886 brachte Kingo seine Architekturkollegen und auch Vertreter von Baufirmen zusammen. Es kam zur Gründung der „Architekturgesellschaft Japans“ (日本建築学会, Nihon kenchiku gakkai), deren zentrale Figur er wurde.
1902 gab Kingo seinen Lehrstuhl auf und eröffnete ein eigenes Architekturbüro, das viele Aufträge an sich zog. Viele seiner Bauten sind als rote Backsteingebäude ausgeführt, gelegentlich entwarf er auch Gebäude im „modernisierten japanischen Stil“, wie das Nara Hotel. Sein Lebenstraum, das Parlamentsgebäude bauen zu können, erfüllte sich allerdings nicht.

## Bauten (Kleine Auswahl)
- 1896: Bank of Japan, Tokio
- 1903: Bank of Japan, Zweigstelle Osaka
- 1906: Bank of Japan, Zweigstelle Kyōto
- 1906: Daiichi-Kangyō-Bank, Kyōto
- 1906: Museum Kyōto – Anbau, Kyōto
- 1908: Bahnhof Hamaderakōen, Sakai
- 1908: Daiichi-Kangyō-Bank, Kōbe
- 1909: Nara Hotel, Nara
- 1909: das erste Ryōgoku Kokugikan, Tokio (1917 abgebrannt)
- 1911: Bank Iwate, Morioka
- 1912: Bahnhof Manseibashi, Tokio
- 1912: Chōsen Ginkō, Seoul
- 1914: Hauptbahnhof Tokio, Tokio
- 1914: Nihon Seimei Hoken, Kyōto
- 1916: Hokkoku-Bank, Kyōto
- 1918: Konzerthaus Nakanoshima, Osaka
- 1918: Kirche Reinanzaka, Tokio

## Galerie

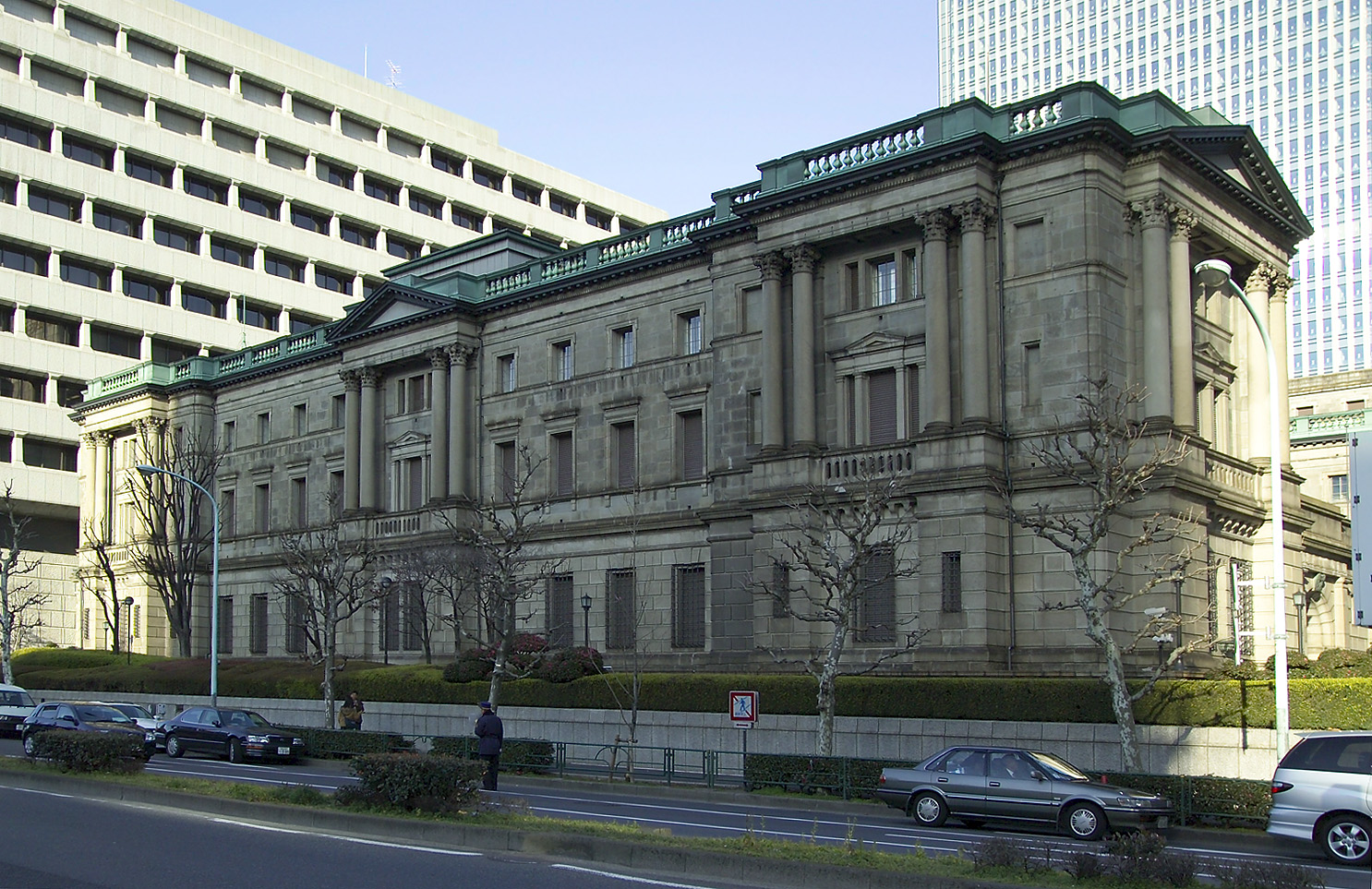
Bank of Japan, Tokyo
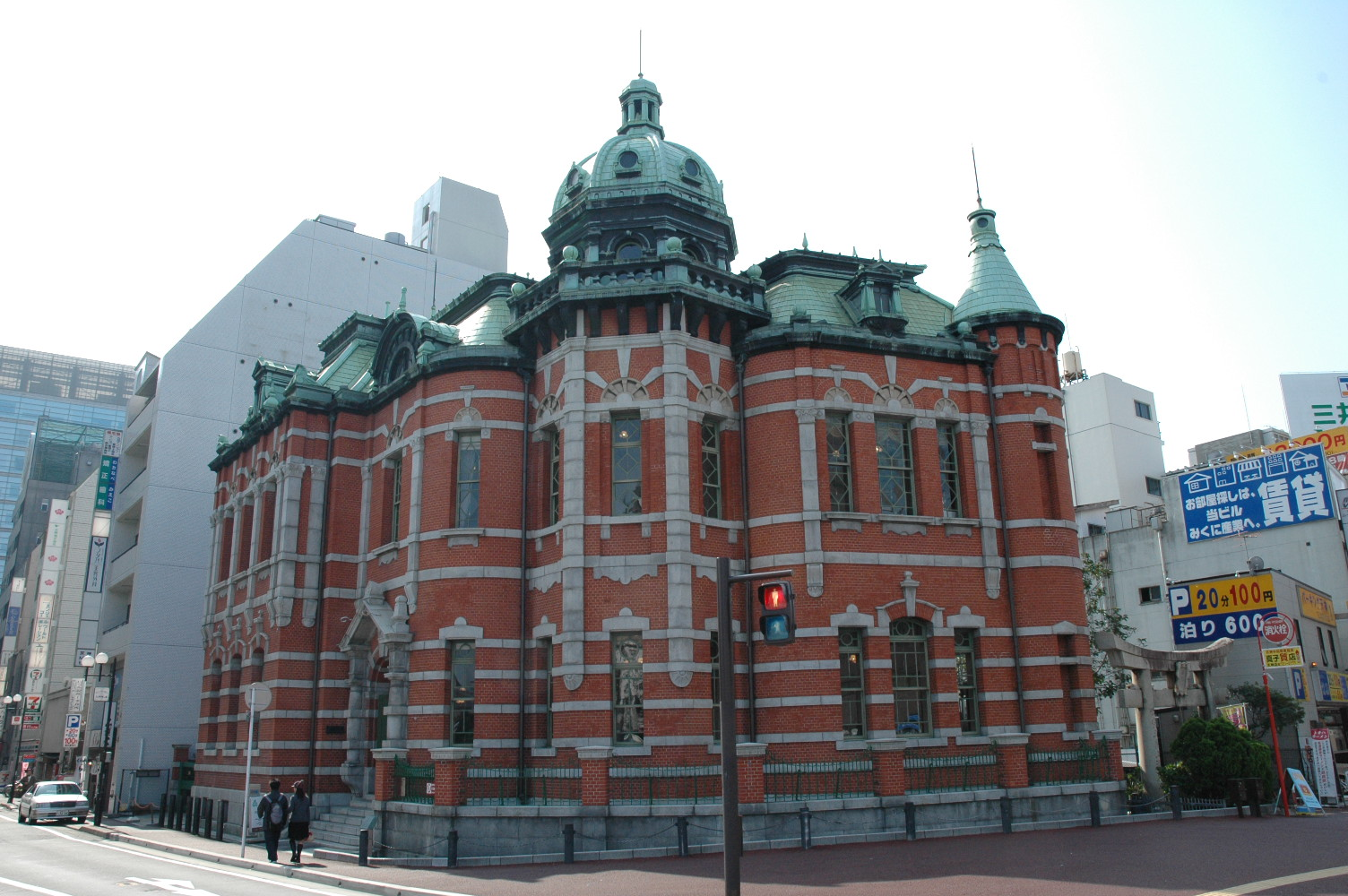
Nissay Fukuoka-Zweigstelle
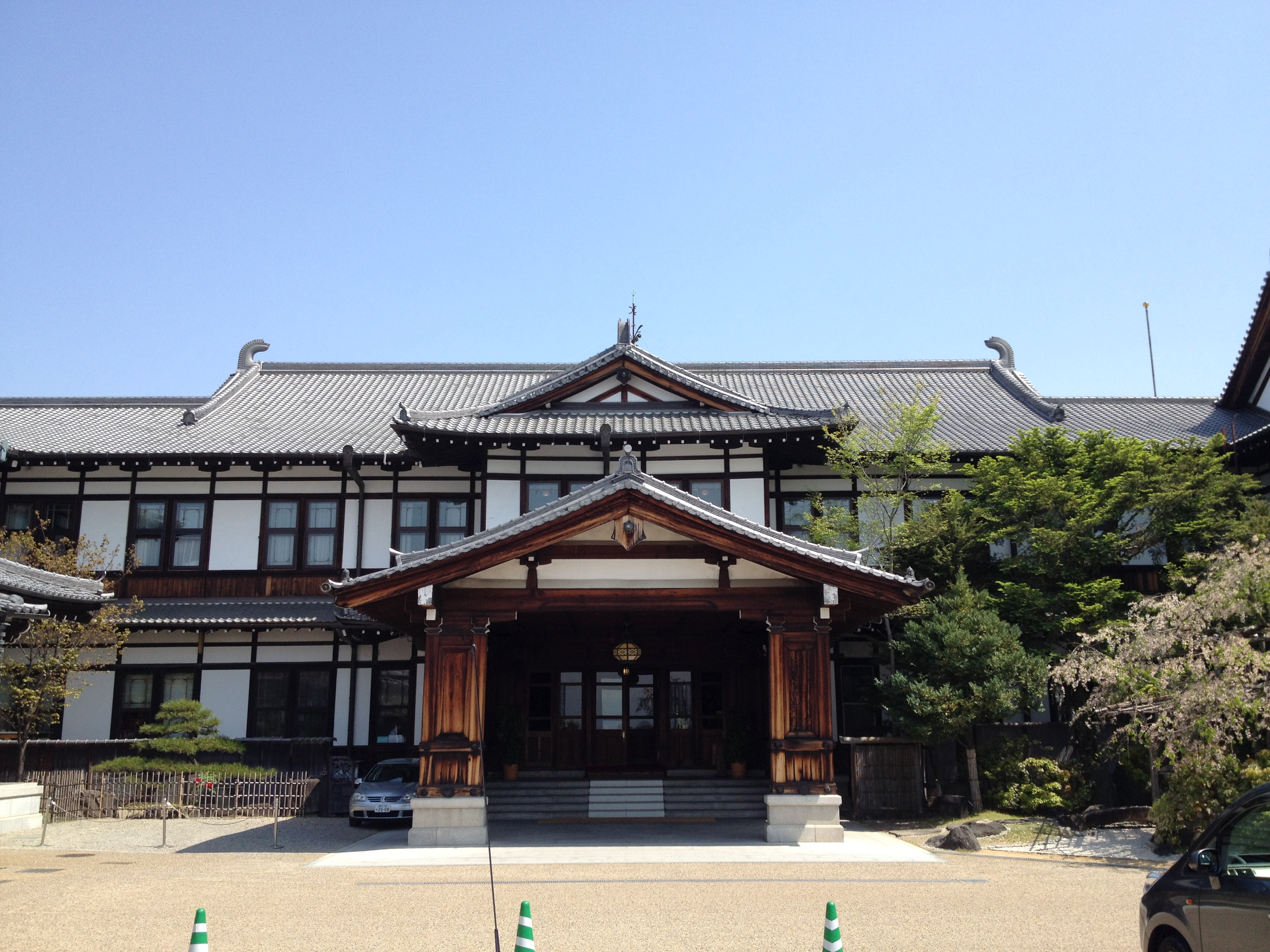
Nara Hotel
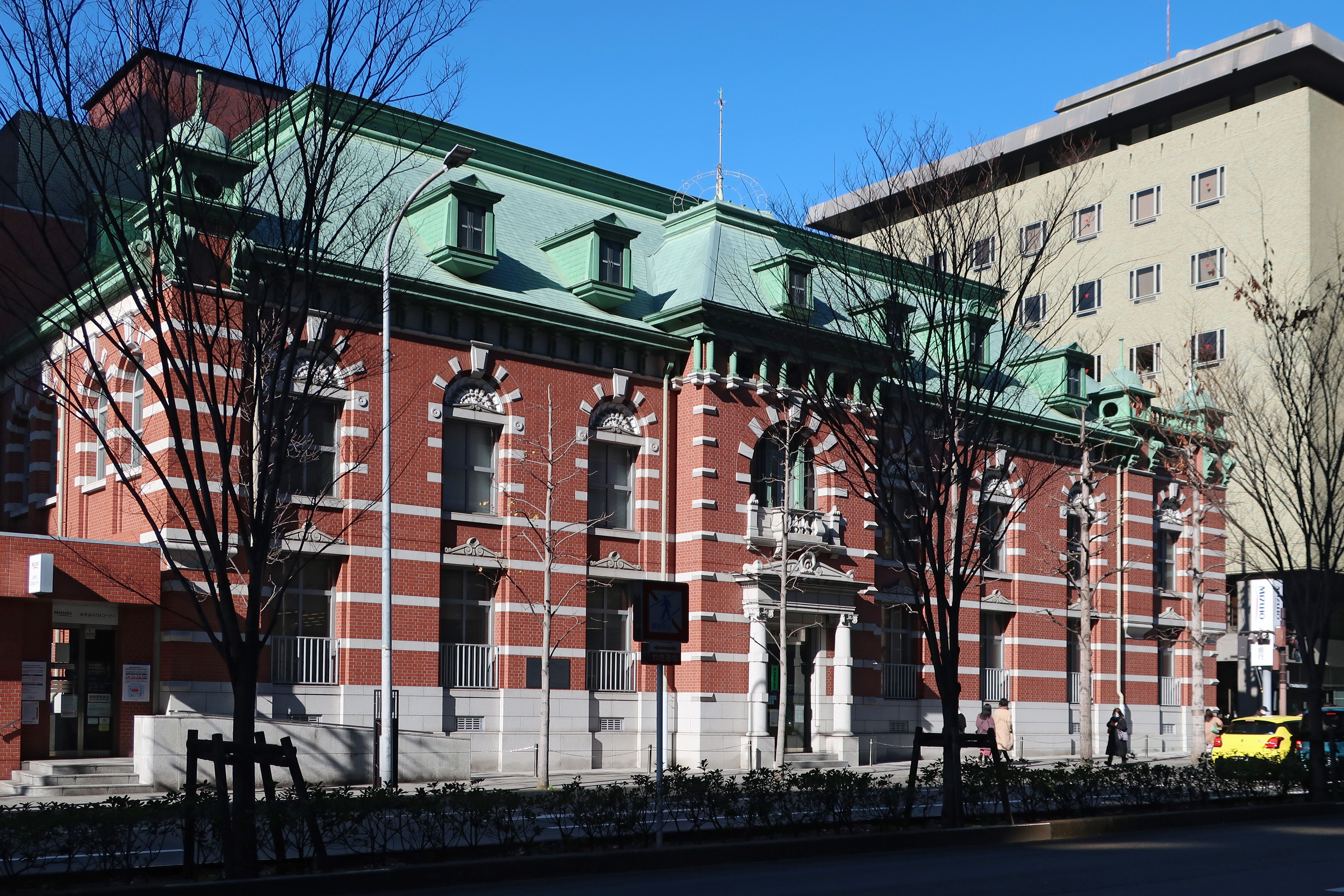
Daiichi-Kangyō-Bank, Kyōto
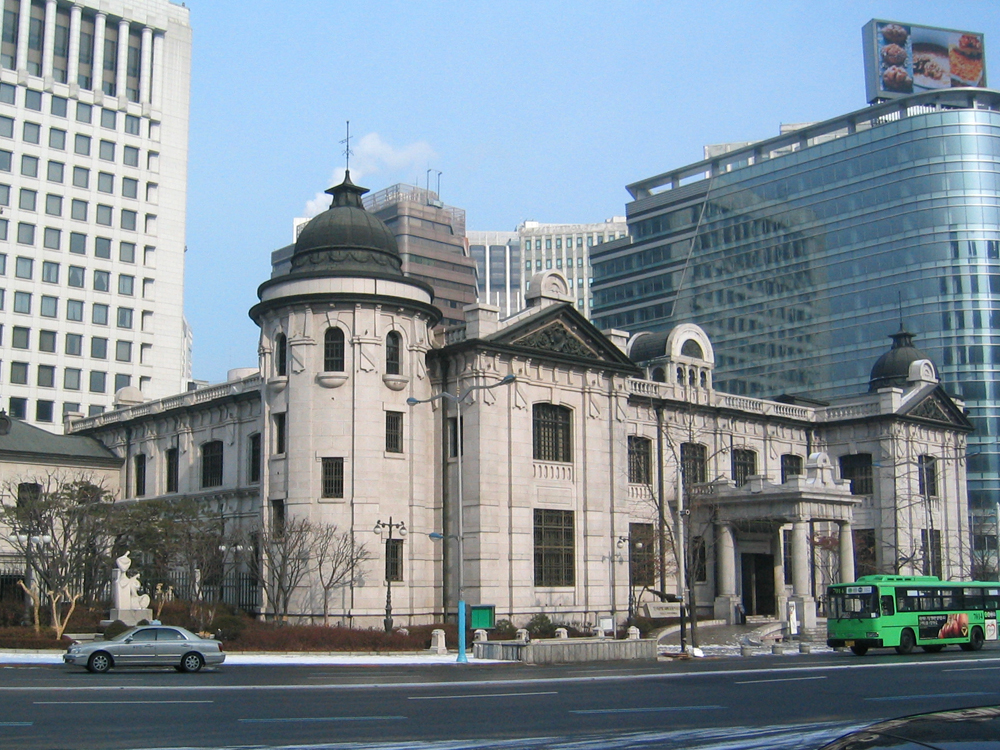
Chōsen Ginkō, Seoul
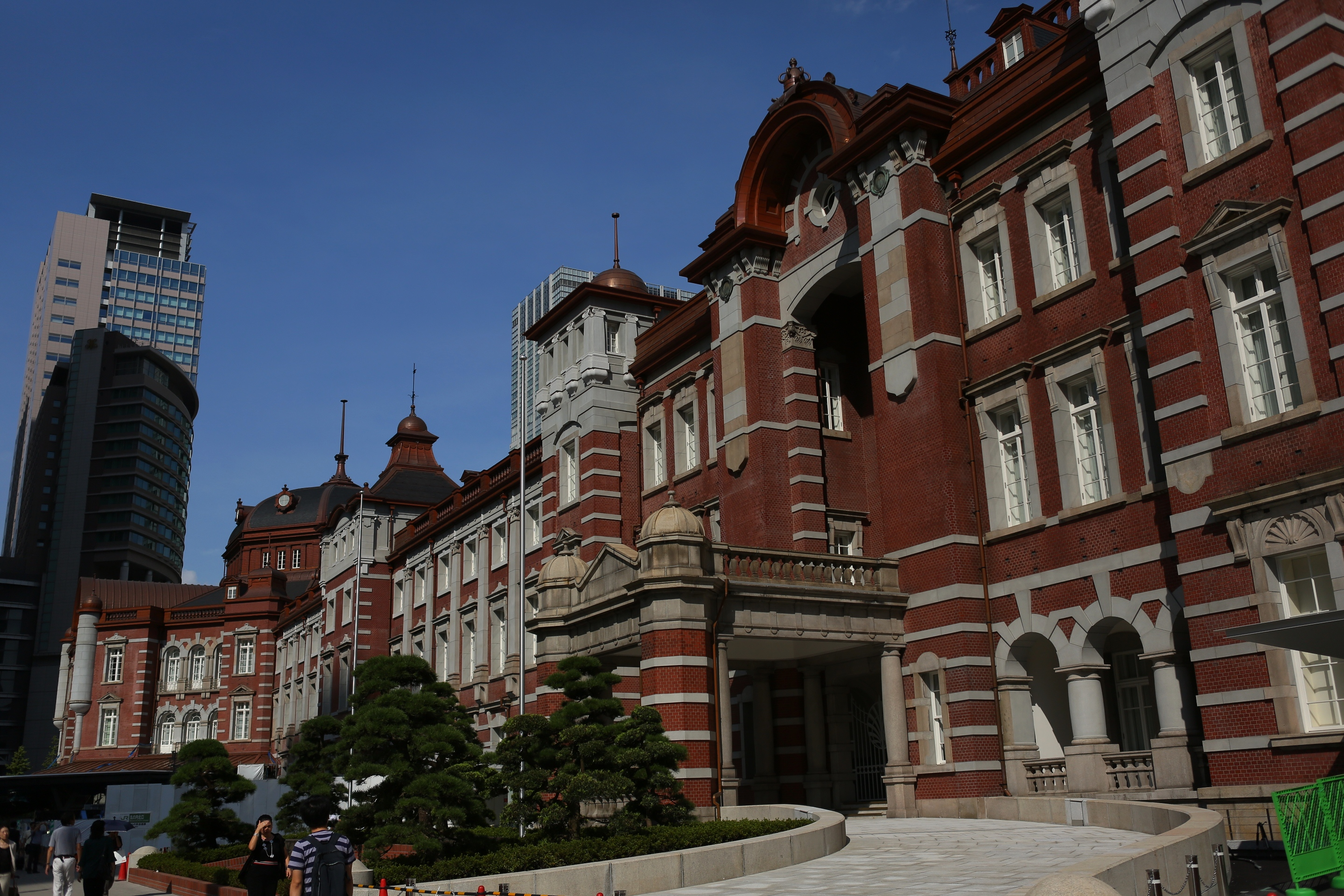
Hauptbahnhof Tokio